# 肄業
肄業在现代教育中是指由于各种原因例如不及格、破产、厌学或对学术感到失望而离开学校或研究所。

## 词源
肄本意为是學習的意思。即修習學業，在校學習。現代常婉轉的指未能完成學業。

## 文學

### 古代
修習課業。師授生曰授業，生受之于師曰受業，習之曰肄業。
- 《左傳·文公四年》：“ 衞 寧武子 來聘，公與之宴，為賦《湛露》及《彤弓》。不辭，又不答賦。使行人私焉。對曰：‘臣以為肄業及之也。’”[7][9]
- 《陳書·吳興王胤傳》：“ 胤 性聰敏，好學，執經肄業，終日不倦，博通大義，兼善屬文。”[7][10]
- 《儒林外史．第一九回》：「考過，宗師著實稱贊，取在一等第一，又把他題了優行，貢入太學肄業。」[6][11]
- 《文明小史．第四一回》：「因他二人自幼喜歡耍槍弄棒，很有點尚武精神，所以兄弟一齊送他們到武備學堂肄業。」[6][12]

### 現代
學校就讀中。
- 巴金 《家》六：“在中學肄業的四年中間他失掉了母親，后來父親又娶了一個年輕的繼母。」[7][14]

### 他義
各就其業。
- 晉 陸云 《言事者啟使部曲將司馬給事復校諸官財用出入啟》：“選眾官材，庶工肄業。”[7][15]
- 《周書·權景宣傳》：“ 景宣至，并除之，唯修起城樓，多備器械，寇盜歛跡，民得肄業。”[7][16]
- 《北史·魏紀三·高祖孝文帝》：“今東作既興，人須肄業。”[7][17]

## 教育

### 中国大陆
1993年12月29日，中華人民共和國國家教育委員會頒發的《普通高等教育學歷證書管理暫行規定》重申：具有正式學籍的學生，修業滿一年以上，而未學完教學計劃規定課程，而中途退學者（除了被開除學籍者外），可取得肄業證書。普通高等教育学历证书分为毕业证书、结业证书、肄业证书三种。中國社會科學院語言研究所詞典編輯室《現代漢語詞典》則認定是未达毕业年限或程度而退学。

### 臺灣
現代常指沒有畢業或尚未畢業，學校就讀中。
《中華民國教育程度及學科標準分類》 參、教育程度標準分類，肄業在條文中是指「在學者」，以及「曾入學而中途輟學者」。
《成人識字教育的可能性》一書記載，內政部人口統計係以未具國小教育程度者為不識字或自修人口，其登錄則依據內政部與教育部會銜修訂的「教育程度查記作業要點」（1999）。此要點對相關的教育程度用語則有以下的定義：「肄業」係指曾在正式學校求學而中途輟學、休學者、正在學校求學之學生、在成教班高級班結業者，或在實用技能班結業但資格考驗未及格者。
中華民國教育部《入學大學同等學力認定標準》第11條，該標準所定年數起迄計算方式，除下列情形者外，自規定起算日，計算至報考當學年度註冊截止日為止：
1. 離校或休學年數之計算：自歷年成績單、修業證明書、轉學證明書或休學證明書所載最後修滿學期之末日，起算至報考當學年度註冊截止日為止。[24]
2. 專業訓練及從事相關工作年數之計算：以專業訓練或相關工作之證明上所載開始日期，起算至報考當學年度註冊截止日為止。[24]

《大學法》第23條敘述：
1. 曾在公立或已立案之私立高級中等學校或同等學校畢業，或具有同等學力，得入學修讀學士學位。[25]
2. 取得學士學位，或具有同等學力，得入學修讀碩士學位。[25]
3. 取得碩士學位，或具有同等學力，得入學修讀博士學位。但修讀學士學位之應屆畢業生成績優異者或修讀碩士學位研究生成績優異者，得申請逕修讀博士學位。[25]

### 中国大陆往臺灣留學政策
過去大陸高中畢業生想到台灣就讀，必須先取得公證單位的報告，再拿證明文件到海基會驗證，過程繁瑣且手續重複。簡化後，學位與畢業證書只要經過大陸官方認可的認證單位認證即可，公證與驗證程序都簡化不用；除非有疑義時，才需要補件進行公證與驗證程序。預估少收五份文件，可為陸生省下1300元至4700元新台幣。
中華民國教育部司長黃雯玲指出，放寬的對象不侷限於台灣學生和來台的大陸配偶，擁有台灣承認的41所大陸大學肄業證明，也能獲得承認，但必須參加各大學自辦的轉學考試，錄取後才有採認學分的問題，能抵免多少學分由各大學自行判定。透過陸聯招來台就讀的陸生，則不在適用範圍內。

### 學校方面

#### 中国大陆
在中國大陸各高等院校，依照該校之規定，可能会發予學生結業證書、肄业证书或者寫實性學習證明。下述以新乡医学院三全学院為例，實際情況請依造各校規定，或學生手冊記載為準。

##### 未能畢業時
新乡医学院三全学院〈学生手册〉之《普通高等学校学生管理规定》第33條提到：
“学生在学校规定学习年限内，修完教育教学计划规定内容，但未达到学校毕业要求的，学校可以准予结业，发给结业证书。”

##### 退學時
三全學院对退学学生，发给肄业证书或者写实性学习证明。

#### 臺灣
臺灣的大專院校多半會發予在學證明、歷年成績單、修業證明書、轉學證明書或休學證明書。下述以嘉義大學、成功大學為例，實際情況請依造各校規定，或學生手冊記載為準。

##### 入學或轉學時
《國立嘉義大學學則》第6條記載：「在大學修滿一學年以上，或大學畢業已服兵役期滿或無常備兵役義務，或專科學校、專修科畢業，或具專科畢業同等學力，或空中大學全修生修滿規定學分肄業，經公開招生錄取者，得轉入本校相當年級就讀。」

##### 休學時
嘉大學則第35條記載：「休學生復學時，應入原肄業系〈所〉相銜接之年級或學期就讀。但學期中途休學者，復學時應入原休學之年級或學期就讀。前項原肄業系〈所〉變更或停辦時，學校得輔導學生至適當學系〈所〉就讀。」

##### 退學或轉學時
嘉義大學〈學生退學、轉學、修業證明書作業規範〉有下列規定：
1. 學生退學時如在校肄業期間滿一學期具有成績，得發給修業（轉學）證明書。[32]
2. 修業（轉學）證明書須等到各科成績結算後，始可發給學生。但開除學籍之學生，不發給有關修業之任何證明文件。[32]

《國立成功大學學則》第11條記載：「本校學生因故申請轉學，須經家長或監護人連署同意，經核准並辦妥退學手續後， 發給修業證明書，惟入學資格未經核准者，不得發給。一經發給修業證明書後，即不得要求返回本校肄業。」

### 中等學校

#### 臺灣

##### 高級中學
根據中華民國教育部公布99學年度之後適用畢業標準，總畢業學分須達160學分以上、必修120學分以上，其中核心科目達48個以上，選修40學分以上，加上學年學業成績及格。

##### 國民中學
教育部統計，2015年國中肄業人數約1萬多人拿不到畢業證書，約佔國中應屆畢業生的5%，原因是畢業門檻從2015年起提高，現行臺灣國中教育分7大領域（語文、數學、自然、社會、健康與體育、藝術與人文、綜合活動）中，過去學生只需3個及格就能畢業，後改為4個及格才能畢業。
有國中校長認為，提高門檻後，肄業學生雖仍可用同等學力考上高中，但同樣恐面臨學業成績不佳無法畢業的狀況，其人生最高學歷剩下國小，盼教育部改回舊制。教育部次長林騰蛟表示，提高門檻是回應過去社會及監察院要求，但將請學校設立預警、補考制度，從國一、國二就開始關心落後學生，也研擬把7大領域改成8大領域，其中把原本語文中的國文跟英文2科分開，未來只要學生在8大領域中有4科及格就能畢業，相信此舉能提高國中生的畢業比率，但相關細節仍需和各地方縣市政府與其他團體研商。教育部表示，即使健康體育、藝術及綜合活動等通通及格，仍須再有一個學科領域及格才有畢業證書。

### 歐美地區
近年美國就讀大學人數大幅攀升，但不少人卻未能畢業，這些肄業求職者因資歷少於高中畢業即進入職場的同學，且揹負沉重學貸，必須付出龐大代價。

#### 美国
美國大學生輟學比例有增加趨勢，據全美學生情報交流研究中心（National Student Clearinghouse Research Center）數據顯示，在2012年進入大學就讀學生，有三分之一隔年沒繼續就讀。且另一份報告亦指出，約三分之二重新回學校的輟學生，最終依舊無法畢業。
據統計，2012年大學輟學者的年薪中位數為15,640美元，與高中畢業生略同，副學士學位者年薪為18,120美元，學士學位者薪資則達24,990美元。此外，大學貸款往往拖累年輕工作者好幾年光陰。2009年，超過半數就讀公私立4年制大學、非營利學術機構的學生未能完成學業，其揹負的平均學貸金額從9,300美元至10,400美元不等，視就讀學校而定。

## 同等學力

### 法院
高雄地方法院一審判決提到，五專肄業的伍姓女子，2011年間，向姓名年籍不詳的友人借用大仁科技大學副學士學位證書，以電腦掃描後利用電腦軟體修改並列印，偽造一紙印有她名字的大仁科技大學副學士學位證書1張，足生損害大仁科技大學對於學位證書核發及管理之正確性。地院審理時，伍女坦承不諱，法官審酌伍女不思以正當途徑取得學位，誠屬不該。兼衡其犯罪動機、手段、目的、及其犯後態度及前科素行等情狀，爰量處拘役35日，得易科罰金，以資警惕。

### 公務體系
公務人員考試法施行細則第十二條第1項規定：「本法第十四條所稱職業學校、高級中學，包括其他同等之學校。」第2項規定：「公立或立案之私立大學、獨立學院、二年制專科學校肄業或五年制專科學校四年級肄業持有證明文件者，視同高級中等學校畢業，得依修習系、科，取得普通考試或特種考試四等考試相當類科之應考資格。但依法律規定或因用人機關業務性質之需要須具備專門職業證書者，應具有各該類科專門職業證書始得應考。」是以，五年制專科學校四年級肄業或二專以上肄業持有證明文件(學生證)者，符合公務人員普考或相當之四等考試之應考資格規定。
中華民國行政院人事行政局86.01.29.八十六局力字第03981號函，要旨：「或立案之私立大學、獨立學院、二年制專科學校一年級肄業或五年制專科學校四年級肄業持有證明文件者，以約僱人員進用時，得視同高級中等學校畢業同等學力，據以辦理進用支薪，請查照轉知所屬機關學校辦理。」規範基礎《行政院與所屬中央及地方各機關約僱人員僱用辦法》第八條，第1項規定：「約僱人員之報酬應視工作之職責程度及應具備之知能條件，認定支給報酬之等別及薪點，折合通用貨幣後於僱用契約中訂定之。約僱人員報酬標準表如附件。」第2項規定：「各機關進用約僱人員，除就具擬任職務相關職前年資另有規定者外，依其僱用計畫表所列薪點範圍內最低薪點起支。」
所謂依法任用之人員，係指「由公營事業機構或其所主管機關依相關公務人員或事業人員任用法律逕行任用、定有官等，並與任用機關發生公法上職務與忠誠關係之現職事業服務人員」而言。公務人員任用法第三十三條復規定：「教育人員、醫事人員、交通事業人員及公營事業人員之任用，均另以法律定之。」據此，立法者似有意排除公務人員任用法於公營事業人員之適用，而將其列為依其他法律特別任用之「特別職公務員」。此類公營事業人員不同於依法任用之人員，其與公營事業或其主管機關間之約聘僱關係，並非基於單方之任命行為，毋寧係基於契約而形成。在民營化歷程上，公營事業組織私法化之目的大多僅是為將來移轉民營預作準備而已。從任務法之觀點，由於此等民營化類型並無涉於行政任務向私人釋出，國家並未有任何任務負擔上之減輕，故屬於「不真正民營化」。按私法人僅有在行政機關依照行政程序法第十六條規定，委託其行使公權力之範圍內，可例外的被擬制為行政機關。此等法制以及行政組織法學理所共同肯認之行政機關認定基準，對於私法組織形式之公營事業亦有適用餘地。關於公營事業人員不服資遣處分之法律救濟途徑，隨公營事業人員與事業機構間身分法律關係之不同而有異。若係依勞動契約雇用之員工遭到資遣，則勞工對終止勞動契約之資遣不服者，應依勞資爭議處理法相關規定尋求爭議解決。至於資遣之對象若為公營事業人員中依法任用之員工者，則主管機關對其所為之資遣處分因其足生終止公法上職務關係之法律效果，自屬人事行政處分。作者認為公務人員任用法第二十九條以及公務人員保障法第十二條之立法目的應屬一致，皆在於處理公務人員因非可歸因於己之事由而遭裁減時，其公法上的職務關係是否以及如何維繫的問題。從而，將公務人員任用法第二十九條排除於公務人員保障法第十二條第一項所稱「其他法律」範疇之外，使轉任優先適用於資遣，應是較符合法規範體系以及人民服公職權保障旨趣的操作方式。綜上所述，在公營事業組織私法化時，為減少人事費用支出以及增加用人彈性空間，對於具任用資格之事業人員而言，應以「轉任」取代資遣，使公務人員不致因不可歸因於己之事由而必須提前終止與國家之公法上職務關係。

### 學位認定標準
「中華民國教育程度及學科標準分類」包含「教育程度」及「學科標準」兩分類體系，原由行政院主計總處編訂，為求事權統一，自2006年移由教育部主政，並於2007年公布第4次修正版，而第5次修正版於已2016年公布。
依據《學位授予法》修正草案，目前碩士學位已開放藝術類與應用科技類，可用作品、成就證明連同技術報告或書面報告代替學位論文，修法後將開放「體育運動類」，也可適用。另外，為鼓勵學生先就業，獲得一定社會經驗後，再回到校園繼續進修，草案也規定，產學合作專班4年制的學生，未來修完2年學分後，就可得到「副學士」學位，工作後一段時間，再回到學校把剩下的2年修完，取得「學士」學位。
該修正草案規定，修法重點還包括鬆綁學位名稱由學校自訂、開放學生跨級或跨校修讀雙主修或輔系；為鼓勵學生修讀跨域課程，草案也打破系所藩籬，鬆綁大學招生和授予學位，學生可彈性在院、系、學位學程間修課，並依修讀課程授予學士學位，不受限於學生原入學的系所規範。

## 著名肄业生
曾經肄業於大學本科或研究所的名人有不少，如比尔·盖茨、史蒂夫·乔布斯、拉里·佩奇、马克·扎克伯格、徐志摩、李澤楷、李小龍等。

### 科技
- 马克·扎克伯格的休學創業相當著名，而Facebook也成功打造近19億使用者，儘管如此哈佛大學還是邀請他作為畢業典禮的主講人。而一樣從哈佛休學創業的前輩比尔·盖茨，則是在2007年就回到學校演講[51]。
- 林大涵《富比世》亞洲版30位30歲以下創業家名單，當時28歲的林大涵是三名入選的台灣人之一。林大涵是群眾集資公司貝殼放大的創辦人兼執行長，成軍第一年，就輔導台灣新創團隊募得新台幣3.3億，占全年度台灣群募總額60％，集資成功率高達90％。[52]

### 娛樂
- 吳宗憲[53]，國立臺灣藝術專科學校影劇科（肄業）。
- 五月天，瑪莎、阿信、怪獸和石頭，都是大學肄業。
- 郭書瑤[53]，松山工農電機科（夜間部）肄業。
- 梁文音，國立雲林科技大學二技部應用外語系肄業，和春技術學院五專部應用外語科英文組畢業。
- PewDiePie[54]，查爾摩斯工學院產業經濟與技術管理學系（肄業）。
- 李佳琦，南昌大学肄业
- 蘇有朋，國立臺灣大學機械工程學系肄業

### 政治
- 黃重諺，東吳大學政治研究所肄業[55]，中國文化大學國貿系畢業。
- 唐鳳，國中肄業，台灣史上最年輕行政院政務委員。[56]
- 潘恒旭，維基百科上的學歷欄寫著台北藝術大學戲劇系「肄業」，被網友嘲諷「史上學歷最低市府首長」，他不以為意：「誰說一定要大學畢業才能去上班？」[57]
- 习近平，因为文革山上下乡导致无法完成初中学业，初中肄业。文革结束以工农兵身份直读北大。
- 邓小平，留法期间因生活困难问题离开巴耶中学。[註 2]
- 陈独秀，早稻田大学肄业回国。

### 教育
國立台北教育大學幼兒與家庭教育學系的副教授郭葉珍，日前在臉書發文分享自己所寫的〈小孩沒動力讀書、想休學、瘋狂打電動怎麼辦？〉一文。郭葉珍提到：「我的兒子大學沒畢業，上網自學音樂，五年後做出台北時裝週走秀音樂；他用日文幫樂團翻譯，而我根本不知道他什麼時候學會的。對，他是看動漫學的，然後有了動力自學日文。」

## 外部來源
- （英文）（繁體中文）肄業- English translation – Linguee
- （繁體中文）教育程度及學科標準分類 - 教育部統計處 （页面存档备份，存于）
- （繁體中文）從學生拿不到畢業證書談國教本質 （页面存档备份，存于）
- （繁體中文）2019轉學考-退學、肄業、休學到底能不能考轉學考？ （页面存档备份，存于）
- （繁體中文）轉學考資格，五專生、肄業生、休學、退學全幫你解答 （页面存档备份，存于）
- （繁體中文）高中、大學肄業也能闖蕩矽谷─ WOOMOO 創辦人 Ben 專訪 （页面存档备份，存于）
- （繁體中文）高中肄業、待業1年半 卻在面試逆轉勝！因為......